# 南关 (广州)

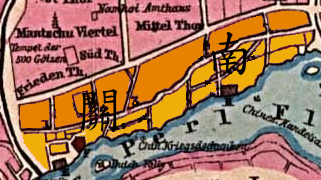
南關，南有珠江。深橙是新城同舊城兩牆之間之地，淺橙是新城到岸之地

南關，是中國廣州市越秀區的一個地名。當時廣州東南西北四面的城門，分別稱爲東關、南關、西關（北面有山，不稱“北關”）。南關此名稱，現在除了廣州老城區年長居民外，逐漸少人提及。

## 地理位置
南關的位置，是廣州新城城牆外沿珠江岸的一帶，即在現在的北京路和天字碼頭一帶，包括沿江路、珠光路、太平沙等地。

## 概况
南關從前是各欄口和繁盛商業區，特別是鹽商集中的街道，亦是富商聚居之地，有較多的茶樓。
現在，在北京路南段一帶一到夜晚便有較多大牌檔和風味小食营业。

## 著名建築
- 天字碼頭
- 南關電影院

## 交通

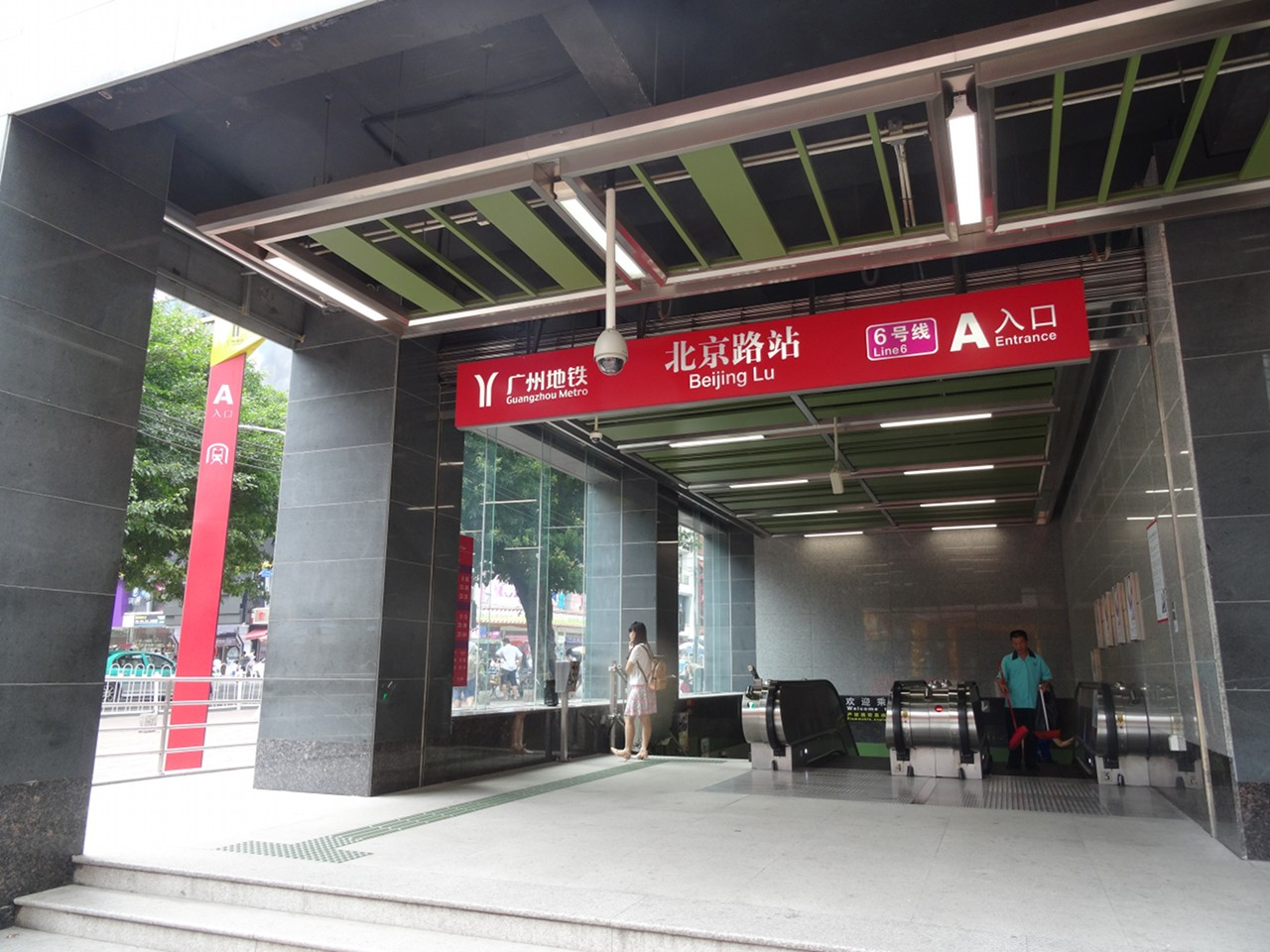
北京路站A出口

### 道路
- 北京路

### 巴士
- 南關站
- 北京南站（2022年4月15日起因北京路步行街路段竣工而遭撤銷）
- 泰康路站

### 水路
- 天字碼頭

### 地鐵
- 海珠廣場站，位于该地区西侧，系广州地铁2号线同广州地铁6号线的换乘车站。
- 北京路站，位于该地区东侧，系东西方向之广州地铁6号线车站。